# Göteborgs Kungliga Segelsällskap
Göteborgs Kungl. Segelsällskap (GKSS) är ett segelsällskap i Göteborg med verksamhet i Långedrag, Marstrand och på Aeolusön i Göteborgs södra skärgård och grundades 1860. GKSS är en av landets största idrottsföreningar sett till antal medlemmar, med cirka 4 200 medlemmar.
GKSS:s största evenemang är det årliga Match Cup Sweden (tidigare benämnt Swedish Match Cup).
Ordförande är Robert Casselbrant och klubbdirektör Thomas Rahm.

## Sportsliga framgångar
OS 1956 Melbourne
- Folke Bohlin, Bengt Palmquist & Leif Wikström, OS-Guld[2]

OS 1996 Atlanta
- Bobbie Lohse & Hans Wallén, Silver, Starbåt

OS 2004 Aten
- Vendela Zackridsson & Therese Torgersson, Brons, 470

OS 2008 Peking
- Daniel Birgmark, 4:a, Finnjolle
- Rasmus Myrgren, 4:a, Laser